# Карла Мак-Гі
Карла Мак-Гі (англ. Carla McGhee, 6 березня 1968) — американська баскетболістка.
Олімпійська чемпіонка 1996 року.
Переможниця Ігор доброї волі 1994 року.
Бронзова призерка Чемпіонату світу 1994 року.
Переможниця Кубка Р. Вільяма Джонса 1987 року.